# Scutigera sanguinea
Scutigera sanguinea är en mångfotingart som beskrevs av Frederik Vilhelm August Meinert 1886. Scutigera sanguinea ingår i släktet Scutigera och familjen spindelfotingar. Inga underarter finns listade i Catalogue of Life.